# Xinglong, Anhui
Xinglong är en köping i östra Kina. Den ligger i Jingde härad i staden Xuancheng i provinsen Anhui, omkring 200 kilometer sydost om provinshuvudstaden Hefei. Antalet invånare är 7 057. Befolkningen består av 3 345 kvinnor och 3 712 män. Barn under 15 år utgör 10,0 %, vuxna 15-64 år 73 %, och äldre över 65 år 15,0 %.